# Provincia di Béni Mellal
La provincia di Béni Mellal è una delle province del Marocco, parte della regione di Béni Mellal-Khénifra.

## Geografia antropica

### Suddivisioni amministrative
La provincia di Béni Mellal conta 7 municipalità e 31 comuni:

#### Municipalità
- Béni Mellal
- El Ksiba
- Fquih Ben Salah
- Kasba Tadla
- Oulad Ayad
- Souk Sebt Oulad Nemma
- Zaouiat Cheikh

#### Comuni
- Aghbala
- Ait Oum el Bekht
- Al Khalfia
- Bni Chegdale
- Bni Oukil
- Boutferda
- Bradia
- Dar Ould Zidouh
- Dir el Ksiba
- Foum El Anceur
- Foum Oudi

- Guettaya
- Had Boumoussa
- Hel Merbaa
- Krifate
- Naour
- Oulad Bourahmoune
- Oulad Gnaou
- Oulad M'barek
- Oulad Nacer
- Oulad Said l'Oued

- Oulad Yaich
- Oulad Youssef
- Oulad Zmam
- Semguet
- Sidi Aiassa Ben Ali
- Sidi Hammadi
- Sidi Jaber
- Taghzirt
- Tanougha
- Tizi N'isly